# Hassenpflug (Familie)
Die Familie Hassenpflug war eine vorwiegend in Hessen beheimatete Familie von Juristen und Theologen. Aus ihr stammen wichtige Beiträge für die Kinder- und Hausmärchen (KHM) der Brüder Grimm.

## Märchenbeiträger
Die Familie Hassenpflug ist eine der frühesten und ergiebigsten Quellen für die Sammlung Kinder- und Hausmärchen (KHM) der Brüder Grimm. Die enge Verbindung der beiden aus Hanau stammenden Familien Grimm und Hassenpflug entstand in deren Zeit in Kassel. Die Brüder Jacob und Wilhelm Grimm pflegten freundschaftliche Kontakte zu den Töchtern von Johannes Hassenpflug, dessen Sohn Ludwig die einzige Schwester der Brüder Grimm, Charlotte, heiratete. Die Beiträge stammten vor allem von den Töchtern der Familie aus der Zeit vor deren Heirat. Sie haben in Grimms Anmerkungen den Vermerk „aus Hessen“, „aus den Maingegenden“ oder auch „aus Hanau“, da die Töchter der Familie in ihrer Kindheit von Hanau nach Kassel umgezogen waren. Die französischen Wurzeln der Familie erklären, dass einige Texte auf Charles Perrault zurückgehen.
Von Amalie Hassenpflug (1800–1871) stammten KHM 13 Die drei Männlein im Walde, KHM 42 Der Herr Gevatter, vielleicht auch KHM 43a Die wunderliche Gasterei.
Von Johanna (Jeanette) Hassenpflug (1791–1860) stammten KHM 14 Die drei Spinnerinnen, KHM 26 Rotkäppchen, KHM 36 Tischchen deck dich, Goldesel und Knüppel aus dem Sack, KHM 41 Herr Korbes, KHM 67 Die zwölf Jäger, KHM 33a Der gestiefelte Kater, KHM 66a Hurleburlebutz, KHM 70a Der Okerlo, KHM 71a Prinzessin Mäusehaut.
Von Marie Hassenpflug (1788–1856) stammten KHM 11 Brüderchen und Schwesterchen, KHM 26 Rotkäppchen, KHM 31 Das Mädchen ohne Hände, KHM 40 Der Räuberbräutigam, KHM 45 Daumerlings Wanderschaft, KHM 50 Dornröschen, KHM 79 Die Wassernixe, KHM 200 Der goldene Schlüssel, KHM 75a Vogel Phönix, KHM 81a Der Schmied und der Teufel, KHM 99a Der Froschprinz, das Textfragment Prinzessin mit der Laus, vielleicht auch KHM 53 Schneewittchen.
Weiterhin von der Familie Hassenpflug stammten KHM 5 Der Wolf und die sieben jungen Geißlein, KHM 17 Die weiße Schlange, KHM 20 Das tapfere Schneiderlein, KHM 25 Die sieben Raben, KHM 32 Der gescheite Hans, KHM 52 König Drosselbart, KHM 55 Rumpelstilzchen, KHM 64 Die goldene Gans, KHM 54a Hans Dumm, KHM 62a Blaubart, KHM 76a Die Nelke, KHM 84a Die Schwiegermutter, vielleicht auch KHM 61a Von dem Schneider, der bald reich wurde und das Textfragment Der gute Lappen.

## Bedeutende Familienmitglieder
- Amalie Hassenpflug (1800–1871), deutsche Schriftstellerin, Freundin und Schwägerin der Brüder Grimm und Annette von Droste-Hülshoffs[3]
- Charlotte Hassenpflug, geb. Grimm (1793–1833), Schwester der Brüder Grimm, Ehefrau von Ludwig Hassenpflug, Mutter von Karl Hassenpflug
- Johannes Hassenpflug (1755–1834), Verwaltungsbeamter in der Landgrafschaft und dem späteren Kurfürstentum Hessen, Schwiegervater von Charlotte Grimm, der Schwester der Brüder Grimm
- Karl Hassenpflug (1824–1890), deutscher Bildhauer, Sohn von Ludwig Hassenpflug, Neffe der Brüder Grimm
- Ludwig Hassenpflug (1794–1862), Innen- und Justizminister im Kurfürstentum Hessen, im Fürstentum Hohenzollern-Sigmaringen und im Großherzogtum Luxemburg, Schwager der Brüder Grimm
- Marie Hassenpflug (1788–1856), Märchensammlerin, Schwägerin der Brüder Grimm
- Walter Hassenpflug (1855–1921), Kurator der Philipps-Universität Marburg, Abgeordneter des Provinziallandtages